# 니에브르주의 캉통
프랑스 니에브르주에는 총 17개의 캉통이 속해 있다. 2015년 3월 행정구역 총개편으로 인해 현재는 다음과 같이 설치되어 있다.
- 라샤리테쉬르루아르
- 샤토시농
- 클라메시
- 코르비니
- 콘쿠르쉬르루아르
- 데시즈
- 푸르샹보
- 게리니
- 앵피
- 뤼지
- 네베르 1
- 네베르 2
- 네베르 3
- 네베르 4
- 푸이쉬르루아르
- 생피에르르무티에
- 바렌보젤